# Liste de sociétés de production de cinéma françaises
Pour un article plus général, voir Production audiovisuelle.
Cet article donne une liste non exhaustive de sociétés de production de cinéma françaises.

## Sociétés de production de longs métrages
- 2L Productions
- 4 Mecs à Lunettes Production
- 4 Mecs en Basket Production
- Acajou Films
- Acteurs auteurs associés
- Adastra films
- ADCB Films (autre nom : Manchester Films)
- Agat Films & Cie
- AJOZ Films
- Alcatraz Films
- Alexandre Films
- Alter Films
- Arches Films
- BAC Films
- Bonne Pioche
- Le Bureau
- Les Canards Sauvages
- Carrere Group D.A.
- CC&C – Clarke Costelle et Cie
- Ce qui me meut
- Chapter 2
- Chez Wam
- Chi-Fou-Mi Productions
- Ciné@
- Cinéas
- Cinéfrance Studios
- Cine Nomine
- Ciné Valse
- Claudie Ossard Productions
- Cocinor
- Comic Strip Production
- Compagnie Française Cinématographique
- D.D. Productions
- Dacia films
- Decia Films
- Diaphana Films
- Don't Be Shy Productions
- ECE
- Elizabeth Films
- EuropaCorp
- Ex Nihilo
- F comme Film
- Fusa Films
- FEW
- Fidélité Films
- Film Par Film
- Les Films 13
- Films 7
- Les Films A4
- Les Films Alain Sarde
- Les Films Ariane
- Films Christian Fechner
- Les Films des Tournelles
- Les Films du 24
- Les Films du Kiosque
- Les Films du Poisson
- Les Films du Worso
- Les Films Pelléas
- Flach Film Production
- Folimage
- FOZ
- G Films
- Galfin Productions
- Gaumont Images
- Galatée Films
- Gedeon programmes
- Gemini Films
- GTV-Gétévé
- Hirsch Production
- Inside Us Films
- Il est une fois
- ICE 3
- JD Prod
- Josy Films
- JPG Films
- Kick A Farce - Films
- Le Pacte
- La Petite Reine
- Leeloo Productions
- Légende Productions
- LGM Productions
- Liaison Cinématographique
- Little Bear Production
- Logline Studios
- MACT Productions
- Mad Films
- Malec Production
- mandala films
- Mandarin Films
- Margo Films
- Marie Coline Films
- Mars Films
- Messine Productions
- Metropolitan Filmexport
- Miroir Magique!
- MK2
- Mon Voisin Productions
- Multimédia France Productions
- New Light Films
- No Money Productions
- Nord-ouest Films
- Novo Arturo
- On Pictures
- Onyx Films
- Orly Films
- Ouille Productions
- Outside Films
- Page 114
- Pan-Européenne
- Paradis Films
- Pathé Renn Productions
- Pauline's Angel
- La Petite Reine
- Plateau A
- Primefilm COM
- Les Productions du Ch'timi
- Les Productions du Trésor
- Les Productions Lazennec
- Produire à Paris
- Pyramide Productions
- Radis Films Productions
- Rectangle Productions
- Renn Productions
- Rouge International
- Salomé Productions
- Samie et Cie
- SaNoSi Productions
- Save Ferris Production
- SEDIF Productions
- Sharing Productions
- SFP
- Société nouvelle de distribution
- Sombrero Films
- Stadenn Prod
- T. Films
- TBDPROD
- Téléma
- Téléparis
- Tempête sous un crâne Productions
- Tentative d'Evasion
- Thelma Films
- Toggle Productions
- Topaze Bleue
- Turkhoise
- UGC Images
- Versus Production
- Why Not Productions
- Wild Bunch
- Wild Side Films
- World Pictures
- WY Productions
- Zack Films
- Zazi Films

## Participations des chaînes de télévision aux productions[1]
- 13ème Rue
- Arte France Cinéma
- Canal +
- Ciné +
- CinéCinéma
- France 2 Cinéma
- France 3 Cinéma
- France Télévisions[2]
- M6 Films
- OCS
- Orange Studio
- StudioCanal
- TF1 Films Production[3]
- TMC

## Fonds d'aides au financement des films[4]

### Fonds publics

#### Fonds européens
- Programme MEDIA[5]
- Eurimages[6]
- Programme i2i Audiovisual de la Commission Européenne[7],[8],[9]

#### Fonds nationaux
- Avance sur recettes du CNC

#### Fonds régionaux
Selon la source
- CICLIC (région Centre Val-de-Loire)
- ECLA (région Nouvelle-Aquitaine)
- Pictanovo (Hauts-de-France)
- région Ile-de-France
- région PACA
- Rhône-Alpes Cinéma
- Centre Images
- Pôle Image Haute-Normandie[11]
- Languedoc-Roussillon Cinéma

#### Fonds départementaux
- Conseils départementaux

### Fonds privés

#### Institutions
- Procirep
- ANGOA-AGICOA

#### Divers
- SOFICA

## Liste de sociétés de production de courts métrages
- Adastra films
- Les Productions au Clair de Lune
- World Pictures - Production Company